# Badmintonmeisterschaft der Cookinseln 2024
Die Badmintonmeisterschaft der Cookinseln 2024 fand vom 11. bis zum 13. Dezember 2024 in Avarua auf Rarotonga statt.

## Medaillengewinner
| Disziplin    | Gold                       | Silber                                | Bronze                                 |
| ------------ | -------------------------- | ------------------------------------- | -------------------------------------- |
| Herreneinzel | Kaiyin Mataio              | Eric Gamez                            | Daniel Akavi                           |
| Herreneinzel | Kaiyin Mataio              | Eric Gamez                            | Nadi Arifin                            |
| Dameneinzel  | Tereapii Akavi             | Te Pa Tupa                            | Eleanor Wichman                        |
| Dameneinzel  | Tereapii Akavi             | Te Pa Tupa                            | Edon Teraitua                          |
| Herrendoppel | Nadi Arifin Eric Gamez     | Daniel Akavi Damus Matakino           | Danny Simpson Vincent Simpson          |
| Herrendoppel | Nadi Arifin Eric Gamez     | Daniel Akavi Damus Matakino           | Agus Haryianto Kafid Wahyudi           |
| Damendoppel  | Lana Aperau-Toa Te Pa Tupa | Tereapii Akavi Tuaine Nicholas-Herman | Arihoia Sprague-Marsters Edon Teraitua |
| Damendoppel  | Lana Aperau-Toa Te Pa Tupa | Tereapii Akavi Tuaine Nicholas-Herman | Eleanor Wichman Maraea Wichman         |
| Mixed        | Danny Simpson Te Pa Tupa   | Daniel Akavi Eleanor Wichman          | Makea Pauka Lana Aperau-Toa            |
| Mixed        | Danny Simpson Te Pa Tupa   | Daniel Akavi Eleanor Wichman          | Zarrian Heather-Rau Edon Teraitua      |